# Internet interplanetari

La velocitat de la llum, il·lustrada aquí com un raig de llum viatjant de la terra a la lluna, limita la velocitat a la qual missatges d'Internet interplanetaris podrien viatjar. A causa de les vastes distàncies, els retards seran molt majors que a l'actual Internet que viatja exclusivament sobre el globus terraqüi.

Internet interplanetari, tal com és concebut en l'actualitat, és un grup de nodes a l'espai que poden comunicar-se entre ells. A causa dels llargs retards associats amb aquestes comunicacions (la velocitat de les quals està limitada a la velocitat de la llum) es necessita desenvolupar un nou grup de protocols de comunicacions i noves tecnologies compatibles amb aquest condicionant. Mentre que internet tal com ho coneixem actualment tendeix a ser una xarxa de xarxes amb molt trànsit, retards menyspreables, errors de comunicació gairebé inexistents i una estructura bàsica cablejada, la Internet interplanetària és una xarxa d'internets, basat a guardar i reexpedir, amb freqüència desconnectat, l'estructura bàsica de la qual serà sense cables, propens a errors i amb llargs retards quan existeix una comunicació.

## Evolució dels estàndards
Des de 1982, quan va ser creat el Comitè consultiu per a sistemes de dades a l'espai (en anglès: Consultative Committee for Space Data Systems - CCSDS) venen desenvolupant-se protocols estandarditzats i acordats entre les diferents agències espacials. Actualment són membres d'aquest comitè 10 agències espacials, altres 22 agències assisteixen com a observadors i compten amb més de 100 grups industrials associats.
L'evolució dels estàndards per a sistemes de dades a l'espai ha corregut en paral·lel amb l'evolució d'Internet, produint-se aportacions conceptuals interessants d'un a un altre, però bàsicament evolucionant per separat. Des de finals dels 90 s'ha buscat per part del CCSDS una convergència entre els protocols per a Internet interplanetari i els protocols d'Internet existents. cal destacar la reeixida transferència de fitxers via FTP cap a la Terra des del STRV-1b en òrbita, ocorreguda el 2 de gener de 1996.

## Arquitectura del sistema
Mentre que els protocols tipus IP són viables per a salts curts, com per exemple des d'una estació de terra a un satèl·lit en òrbita o d'un equip d'exploració al satèl·lit, cal una xarxa tolerant als retards per portar informació d'una regió del sistema solar a una altra. Així, sorgeix el concepte de Regió com a factor a considerar en l'arquitectura de la Internet interplanetària.
Es defineix com a Regió l'àrea on les característiques de comunicació són les mateixes, és a dir, Internet interplanetari és una xarxa d'Internets regionals. Les característiques de cada regió seran els seus protocols de comunicació, sistemes de seguretat, manteniment de recursos, potser també propietaris, etc.
Exemples de regions podrien ser la Internet planetària, una àrea de la superfície de la Lluna o Mart o una comunicació terra-satèl·lit.
El que es necessita és doncs un grup de protocols estàndard que permetin la comunicació punt a punt a través de múltiples regions en un entorn generalment sense connexió i amb retards variables.

## Aplicació

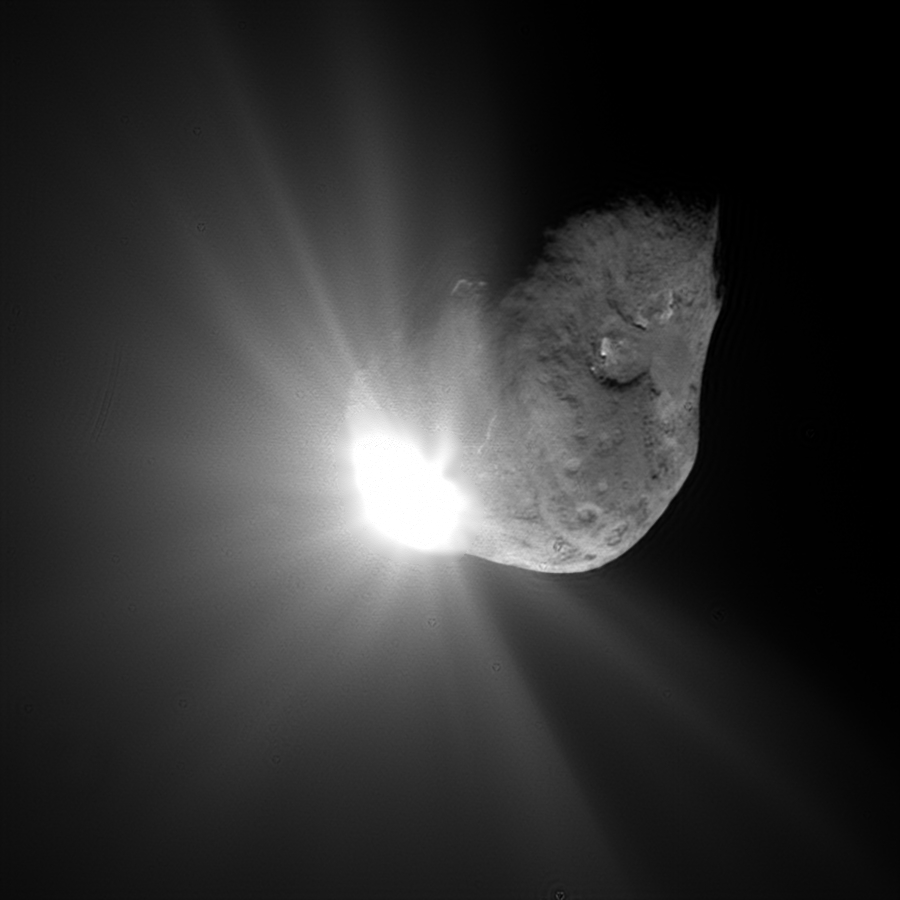
La missió Deep Impact

El Grup d'Internet Interplanetària Latent d'Interès Especial de la Internet Society ha treballat en la definició de protocols i estàndards que possibilitin l'IPN El Grup de Xarxes tolerants al retard de Recerca (DTNRG) és el grup primari de recerca xarxes tolerants al retard. Els esforços addicionals de recerca se centren en diversos usos de la nova tecnologia.
El 2005, la NASA va cancel·lar els seus plans de llançar la Mars Telecommunications Orbiter el setembre de 2009, tenia l'objectiu de recolzar les futures missions a Mart i podria haver funcionat com un possible primer centre d'Internet definitiu al voltant a un altre cos planetari. Seria usar comunicacions òptiques amb làser amb taxes de ping menors que les ones de ràdio. "Lasercom envia informació utilitzant feixos de llum i elements òptics, com telescopis i amplificadors òptics, en lloc de senyals de RF, amplificadors i antenes"
La JPL de la NASA va continuar provant el protocol DTN amb la seva xarxa Deep Impact (DINET) experimentant a bord de la nau espacial Deep Impact/EPOXI a l'octubre, 2008.
El maig de 2009, DTN va ser enviat a una càrrega útil a bord del ISS. La NASA i l'Espai BioServe Tecnologies, un grup de recerca a la Universitat de Colorado, han estat contínuament provant DTN en dues comercials genèriques bioprocesamiento aparells (GCBA) càrregues útils. GCBA-4 i 5-GCBA servir com a plataformes de còmput i comunicacions que es controlen a distància des del centre de BioServe Càrrega de Control d'Operacions (POCC) a Boulder, CO Aquests experiments inicials proporcionar informació sobre les futures missions que DTN permetin l'extensió de xarxes cap a l'espai profund per explorar altres planetes del sistema solar i punts d'interès. Considera necessari per a l'exploració espacial, DTN permet l'oportunitat de retorn de dades dels actius d'explotació que es tradueix en un menor risc i cost, major seguretat de la tripulació, i el retorn de la millora operativa la consciència i la ciència de la NASA i altres agències espacials.
DTN té diversos escenaris principals de l'aplicació, a més de la Internet Interplanetària, que inclouen xarxes de sensors, comunicacions tàctiques militars i, recuperació de desastres, els ambients hostils, dispositius mòbils i llocs remots. Com un exemple d'un lloc remot, imaginar un aïllat poble de l'Àrtida, o una illa llunyana, amb l'electricitat, un o més ordinadors, però no hi ha connectivitat de comunicació. Amb l'addició d'un punt d'accés sense fils senzilla al poble, a més dels dispositius habilitats amb DTN, diguem, en trineus tirats per gossos o vaixells de pesca, un resident podria revisar el seu correu electrònic o feu clic a un article de la Viquipèdia, i que les seves peticions enviat al lloc més proper a la xarxa de trineu o en la següent visita del vaixell, i obtenir les respostes al seu retorn.

## Altres alternatives
Un altre mitjà de comunicació que superi la barrera de la velocitat de la llum, pot ser considerant la característica de no-localitat dels entrellaçaments quàntics. Les partícules subatòmiques que es puguin entrellaçar i després separar-se per ser transportades a llargues distàncies (conquestes de l'espai) i fixar així torres de repetició de senyals. El principi del funcionament és que s'altera l'estat quàntic d'una partícula subatòmica (un qubit) i s'obté instantàniament el mateix canvi d'estat en l'altra partícula subatòmica que ha estat prèviament entrellaçada amb la primera.

## En la ficció
En l'univers de Star Trek, els membres de la Federació Unida de Planetes solen enviar missatges, de manera general instantani. Encara que això és evidentment un escenari fictici, que representa, en teoria, el que és una Internet interplanetària podria ser similar, o en la comunicació si més no com entre xarxes i hosts pot ocórrer a grans distàncies. En aquest cas particular, el sistema es basa en la teoria del "subespai", un regne de l'univers a través del qual les dades poden passar a l'instant des de qualsevol punt.
En l'univers expandit de Star Wars, les funcions HoloNet molt similar a una versió interplanetària d'Internet, amb gairebé instantània en xarxa entre els dispositius de computació a llarga distància. És una font important de notícies i informació, i és fonamental per a gran part de la cultura i la història galàctica.
En Firefly/Serenity, l'aliança anglosina se serveix d'un sistema d'Internet a través del seu propi sistema solar anomenada l'escorça, i les transmissions a través d'aquesta xarxa se'ls anomena "ones".